# 28575 McQuaid
28575 McQuaid este un asteroid din centura principală de asteroizi.

## Descriere
28575 McQuaid este un asteroid din centura principală de asteroizi. A fost descoperit pe 10 martie 2000 la Socorro, New Mexico, în cadrul proiectului LINEAR. Asteroidul prezintă o orbită caracterizată de o semiaxă mare de 2,30 ua, o excentricitate de 0,20 și o înclinație de 2,7° în raport cu ecliptica.